# 莫洛西亚人
莫洛西亚人是一个古希腊部落联合，古典时期在伊庇鲁斯地区定居，是西北希腊的主要部落联合之一。公元前370年左右建国，属伊庇鲁斯同盟。最知名的莫洛西亚统治者为皮洛士。第三次马其顿战争期间，莫洛西亚人与罗马人发生冲突，后被击败。战后，当地遭受毁灭，大量莫洛西亚人被运往罗马共和国成为奴隶。